# Awatoto
Awatoto  est une banlieue costale localisée près de la ville de Napier, dans la région de Hawke's Bay, dans l’île du Nord de la Nouvelle-Zélande.

## Toponymie
Le ministère de la culture et du Patrimoine de Nouvelle-Zélande a donné une traduction de "stream for hauling canoes" (cours d’eau pour tirer les canoés) pour le terme Awatōtō

## Population
Awatoto avait une population de 309 habitants lors du recensement de 2013 en Nouvelle-Zélande, en diminution de 48 résidents depuis le recensement de 2006.
Il y avait 153 hommes et 156 femmes.
83,2 % étaient des Pākehā d’origine Européenne, 23,2 % étaient Māori, 1,1 % étaient d’origine des îles du Pacifique et 4,2 % était d’origine de l’Asie.

## Histoire
La colonisation du secteur date de la fin des années 1800, bien que la population soit restée minimale jusqu’aux années d’après guerres.
La localité s’est développée comme un petit village dans les années 1940 et 1950, desservant les fermes laitières environnantes.
La population a augmenté à partir du milieu des années 1990, comme résultat de la construction de nouveaux logements dans le secteur.

## Géographie
Awatoto est localisé à approximativement 5 km au sud de la ville de Napier à 39°S 176°E, sur la côte de Hawke's Bay, sur la côte est de l’île du Nord de la Nouvelle-Zélande.
La route State Highway 2/S H 2 (en) passe à travers la banlieue d’Awatoto, le long de la ligne de côte sur son trajet en direction de Napier à partir de la ville d’Hastings.

## Activité
La côte au niveau d’Awatoto est principalement utilisée pour la pèche.
Les activités d’eau prennent place au niveau de l’embouchure du fleuve Awatoto juste au sud de la zone industrielle, là où les rivières Clive, Ngaruroro et Tutaekuri rencontre les eaux de la mer au niveau de la la mer.
Awatoto est une zone partiellement industrielle.
La « Paua Fresh Ltd » est une ferme d’ormeaux (abalones)  siégeant sur la côte dans Awatoto, à proximité de Napier.
L’installation produite actuellement 6 000 kg par an et vend des ormeaux vivants à travers toute la Nouvelle-Zélande, et peut aussi fournir des produits congelés à la demande.
Awatoto est aussi un site d’extraction d’eau et sa mise en bouteilles.